# Djibrail ibn Bachtischu
Djibrail ibn Bachtischu (persiska: جبرئیل بن بختیشوع), även stavat Jabril ibn Bukhtishu, var en iransk-assyrisk läkare verksam vid det abbasidiska hovet och sonson till Djurdijs ibn Bachtischu.
I Mellanöstern är han den mest kände inom Bachtischusläkten. Djibrail ibn Bachtischu var en framgångsrik praktiker och verkade som sådan under kalifen Harun al-Rashid.